# Turmhügel Tannenbuck
Der Turmhügel Tannenbuck ist eine abgegangene Turmhügelburg (Motte) im Feindschießen Wald südöstlich von Rust im Ortenaukreis in Baden-Württemberg.
Vermutlich wurde die Motte, umgeben von einem Graben und Palisaden, im frühen Hochmittelalter in der Elzniederung gegründet. 
Von der ehemaligen Burganlage zeugt heute noch der etwa zwei Meter hohe Burghügel mit einem Durchmesser von 20 Metern. Die Burgstelle ist heute das Kulturdenkmal-Tannenbuck und ein Bodendenkmal.